# Lili Grün

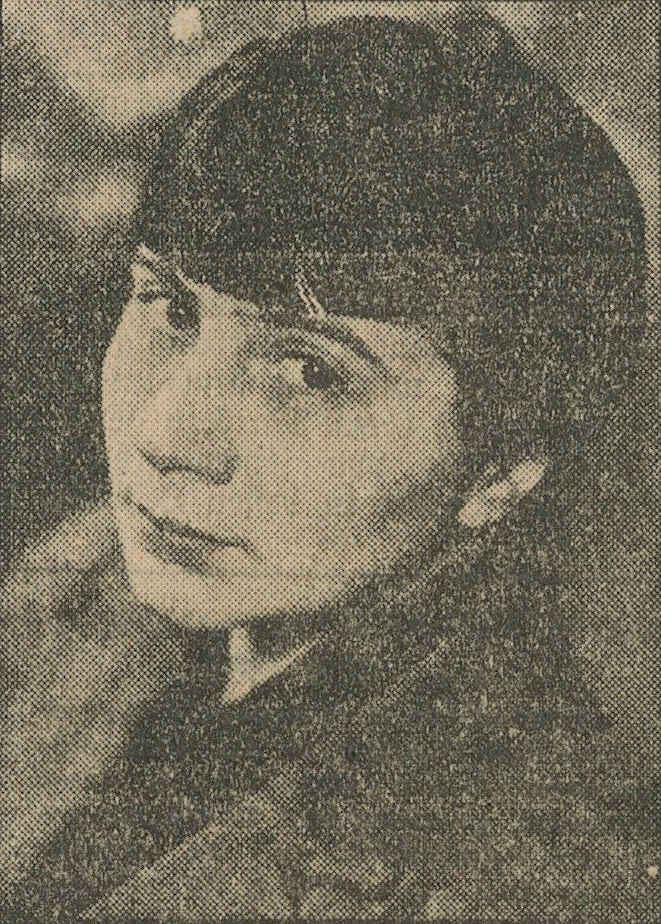
Lili Grün (1936)

Lili Grün (geboren 3. Februar 1904 als Elisabeth Grün in Wien, Österreich-Ungarn; ermordet 1. Juni 1942 im Vernichtungslager Maly Trostinez) war eine österreichische Schriftstellerin und Schauspielerin. Ihr Romandebüt Herz über Bord (1933) wurde von der Kritik begeistert aufgenommen. Darin verarbeitet sie ihre Erfahrungen im Berliner Kabarett Die Brücke. Grün verfasste zwei weitere Romane, bei denen es sich ebenfalls um Zeitromane der Neuen Sachlichkeit handelt. Sie veröffentlichte darüber hinaus Gedichte und kurze Geschichten in Zeitungen und Zeitschriften. Ihre autobiografisch geprägten Texte handeln von der Einsamkeit der weiblichen Hauptfiguren, der Liebe und dem Spannungsverhältnis zwischen den Geschlechtern und von der Schwierigkeit junger emanzipierter Frauen, einen Platz in der Gesellschaft zu finden. Grüns literarisches Schaffen fand durch die Entrechtung und Verfolgung der Juden in der Zeit des Nationalsozialismus ein jähes Ende. Im Jahr 2007 stieß die Germanistin Anke Heimberg auf den Roman Herz über Bord und begann, Nachforschungen zu Leben und Werk der Schriftstellerin anzustellen, deren Texte sie in den folgenden Jahren im Berliner AvivA Verlag herausgab.

## Leben

### Kindheit, Jugend, Ausbildung

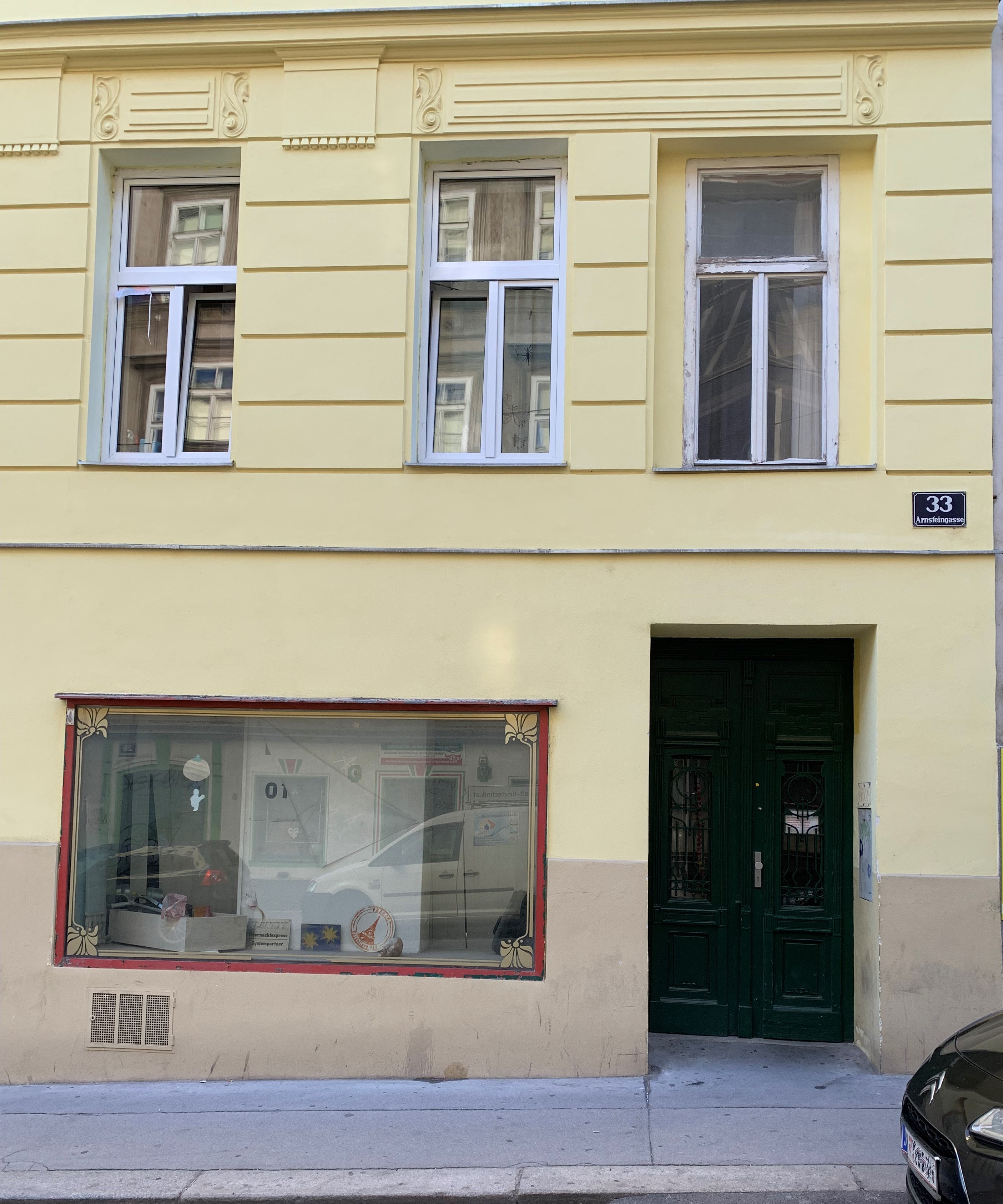
Arnsteingasse 33, Hauseingang und Schaufenster (2022)

Lili Grün war das jüngste Kind des aus Élesd stammenden ungarischen Kaufmannes Ármin Grün und seiner Frau Regina Grün, geb. Goldstein. Ihre drei Geschwister waren Frieda (* 1890), Karl (* 1894) und Grete (* 1896). Die Familie wohnte ab 1909 in der Arnsteingasse 33 in Reindorf, einem Teil des heutigen 15. Wiener Gemeindebezirks Rudolfsheim-Fünfhaus. Der Vater war Schnurrbartbinden-Fabrikant und vertrieb Parfümerie- und Friseurbedarfsartikel in einem Ladengeschäft im Erdgeschoss des Wohnhauses.
Anfang August 1915 starb Regina Grün mit 47 Jahren überraschend an einem Schlaganfall, was für die elfjährige Lili wohl „das Ende ihrer bis dahin sehr behüteten Kindheit“ bedeutete. Im Januar 1922 erlag der Vater mit 56 Jahren einem chronischen Nierenleiden. Damit wurde Grün noch vor ihrem 18. Geburtstag zur Vollwaise. Wer die Vormundschaft übernahm, ist unbekannt. Nach dem Abschluss der Volks- und Bürgerschule im Jahr 1918 absolvierte sie eine Ausbildung zur Kontoristin.

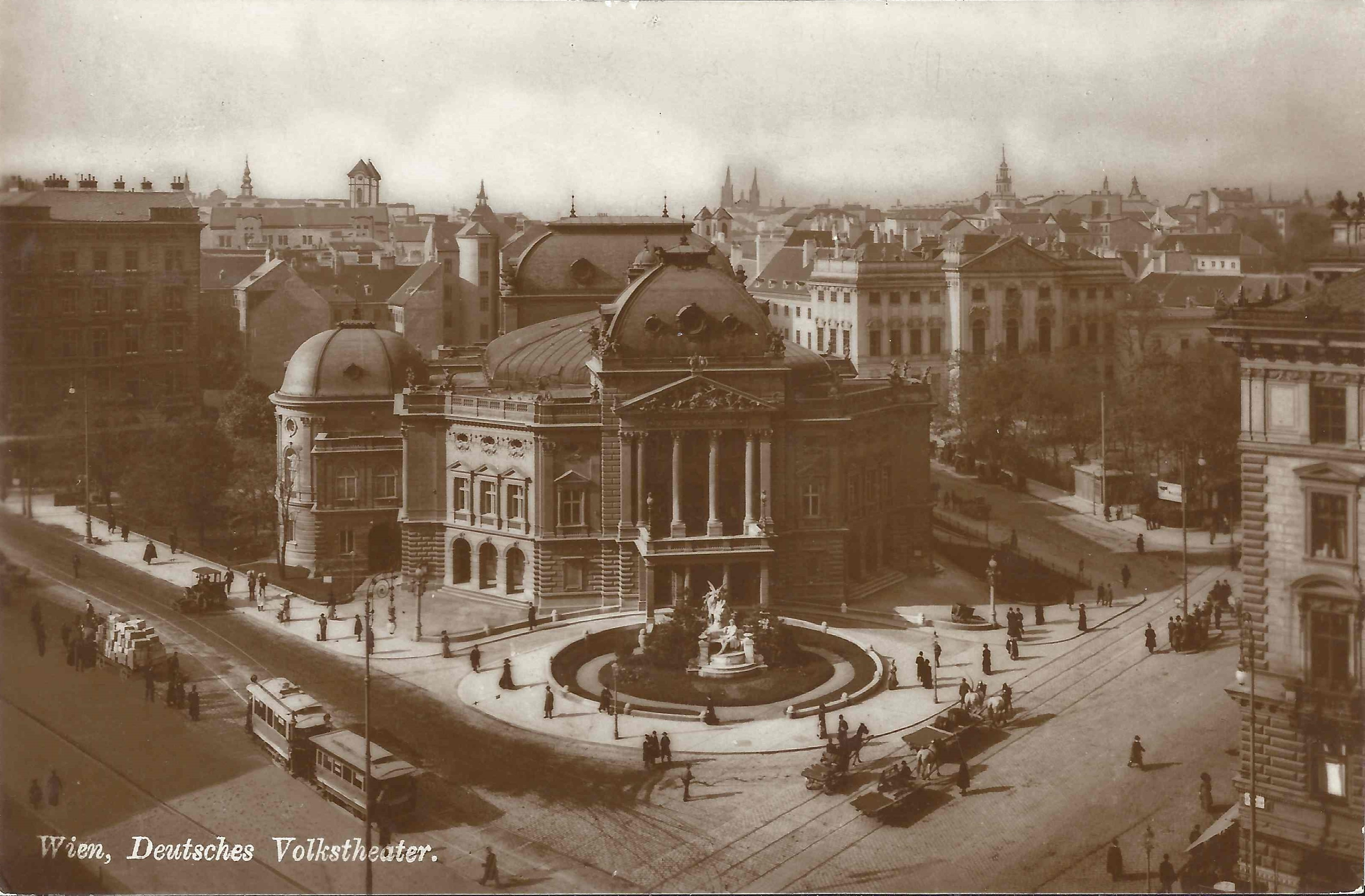
Deutsches Volkstheater (vor 1928)

Im Sommer 1921 gab Grün auf dem Wiener Meldezettel „Theaterelevin“ als Beruf an, was darauf hindeutet, dass sie privaten Schauspielunterricht nahm. Von 1920 bis 1924 stand sie in allen 60 Aufführungen von Henrik Ibsens Drama Peer Gynt in der Rolle des Troll auf der Bühne des Deutschen Volkstheaters. Seit den 1920er Jahren wirkte sie darüber hinaus an der neu gegründeten Bühne der Sozialistischen Arbeiterjugend mit. Eine erste Hauptrolle spielte sie vermutlich an einem Theater in der Provinz.
Lili Grüns Bruder Karl hatte in Wien ein Studium in Jura und Philosophie begonnen, wurde eingezogen und im Krieg schwer verwundet. Danach konnte er sein Studium nicht beenden und schlug sich als Privatlehrer durch. Am 25. März 1923 wurde er wegen versuchter Geldfälschung verhaftet. Die Schwester Grete heiratete im Juli 1926 Hellmuth Bettauer, den Sohn des Schriftstellers Hugo Bettauer, der sich öffentlich für Sexualaufklärung, Straffreiheit für Homosexualität und Emanzipation der Frau einsetzte und 1925 an den Folgen eines Attentats starb. Hellmuth zog mit Grete zu Lili Grün in die Arnsteingasse und setzte das Engagement des Vaters fort. Grüns Kontakt mit Hugo Bettauer und ihre Jugend im Roten Wien prägten ihr späteres literarisches Schaffen.

### Berliner Jahre
Ende der 1920er Jahre herrschte in Wien eine hohe Arbeitslosigkeit unter Theaterschaffenden. Da unter diesen Voraussetzungen die Chancen, eine Anstellung als Schauspielerin zu finden, gering waren, verließ Grün ihre Heimatstadt und zog nach Berlin. Dort waren jedoch die Arbeitsmöglichkeiten nicht besser. Erich Kästner konstatierte im April 1929: „Man wird ohne Übertreibung annehmen dürfen, daß es in einer Stadt wie Berlin bedeutend mehr engagementslose Schauspieler gibt als solche mit Engagement“. Viele Künstler lebten unter prekären Bedingungen; die Situation der Schauspieler war „durch mangelhafte Ernährung, armselige Kleidung, äußerst bescheidene Wohnverhältnisse sowie durch Krankheit […] gekennzeichnet“ (Anke Heimberg).

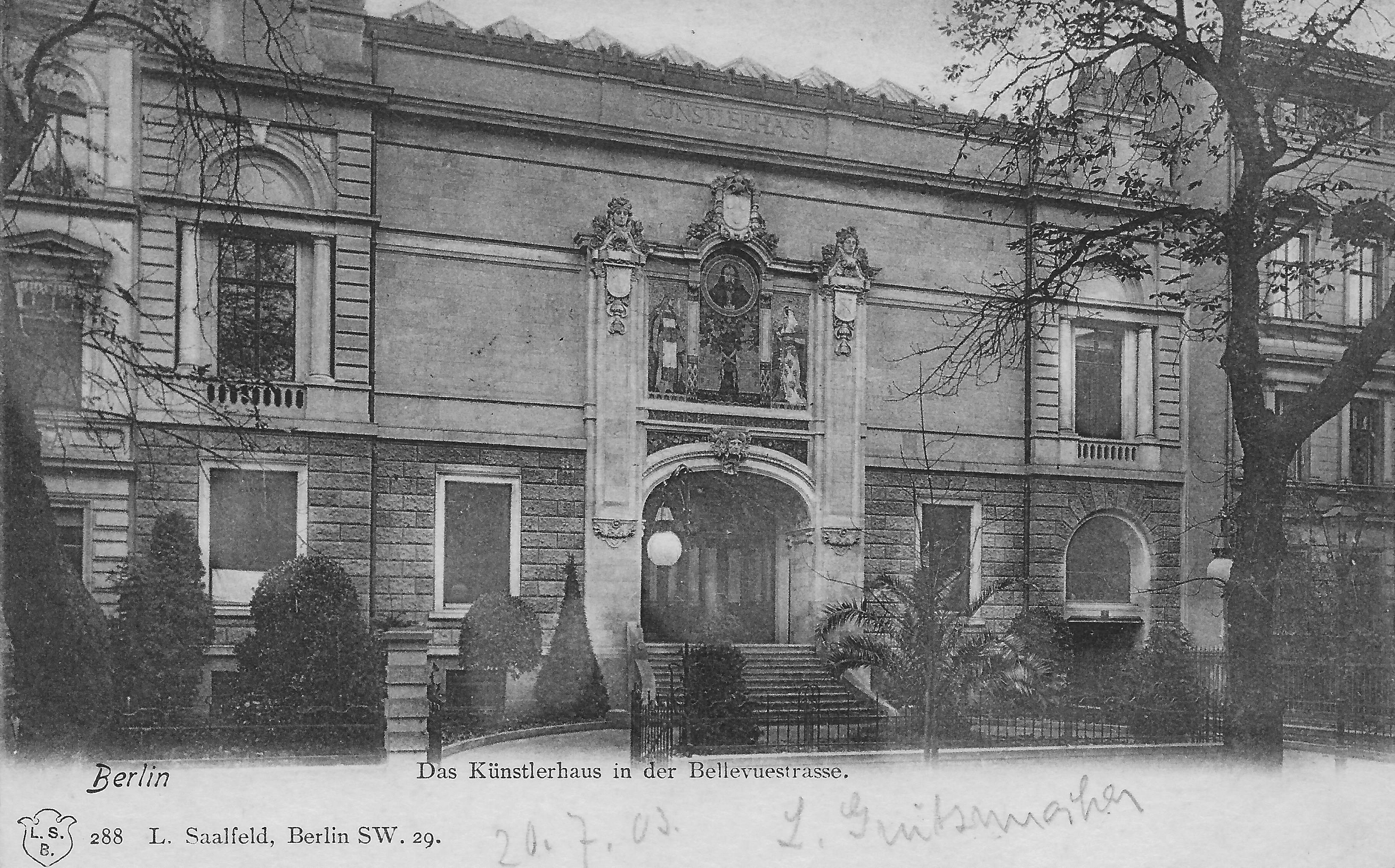
Künstlerhaus Bellevuestraße (1903)

Grün arbeitete als Verkäuferin und Küchenhilfe in einer Café-Konditorei und gründete im Frühjahr 1931 mit Gleichgesinnten das politisch-literarische Kabarett-Kollektiv Die Brücke. Im Mai feierte man im Keller des Künstlerhauses des Vereins Berliner Künstler in der Bellevuestraße 3 mit einem eigenen Abendprogramm Premiere. Künstlerischer Leiter der Brücke war Julian Arendt. Zu den „gut zwanzig junge[n] ‚Kreative[n]‘“ gehörten ferner Ernst Busch, Hanns Eisler, Annemarie Hase, Erik Ode, Erwin Straus und Margarethe Voss.
Seit 1929 veröffentlichte Grün eigene Lyrik und Kurzprosa in mehreren Zeitungen, etwa im Tempo und im Uhu, aber auch im Berliner Tageblatt, im Prager Tagblatt und im Wiener Tag. Welche Texte sie in den Vorstellungen der Brücke vortrug, ist nicht bekannt. Gesichert ist, dass ihre Auftritte auf positive Resonanz stießen: „Lily Grün bringt reizende freche Gedichte“, notierte Das 12 Uhr Blatt vom 5. Mai 1931 und die Vossische Zeitung vom 7. Mai 1931 kennzeichnete Grüns Texte als „witzig-sentimentale Gedichte“. Der Berliner Film-Kurier schrieb über einen Auftritt: „… trägt Erotik, sehr persönlich und sehr belustigend.“
Nach wenigen Wochen musste das Kabarett schließen, weil die Zuschauerzahlen abnahmen. Die Räumlichkeiten waren ohnehin nur frei, weil sich das dort ansässige Kabarett Die Katakombe auf Sommertournee befand. „Kommunistisches Hetzkabarett“ nannte die Deutsche Tageszeitung das Programm der Brücke schon am 5. Mai 1931. Möglicherweise trug die im Vergleich zur Katakombe politisch radikalere Ausrichtung zum Publikumsrückgang bei. Trotz dieses Misserfolgs waren die Jahre in Berlin für Grün bedeutsam: Hier fand sie zum Schreiben. Andererseits erkrankte sie offenbar in Berlin infolge der von Armut und beruflichen Strapazen geprägten Lebensumstände an Tuberkulose.

### Wien, Prag, Paris

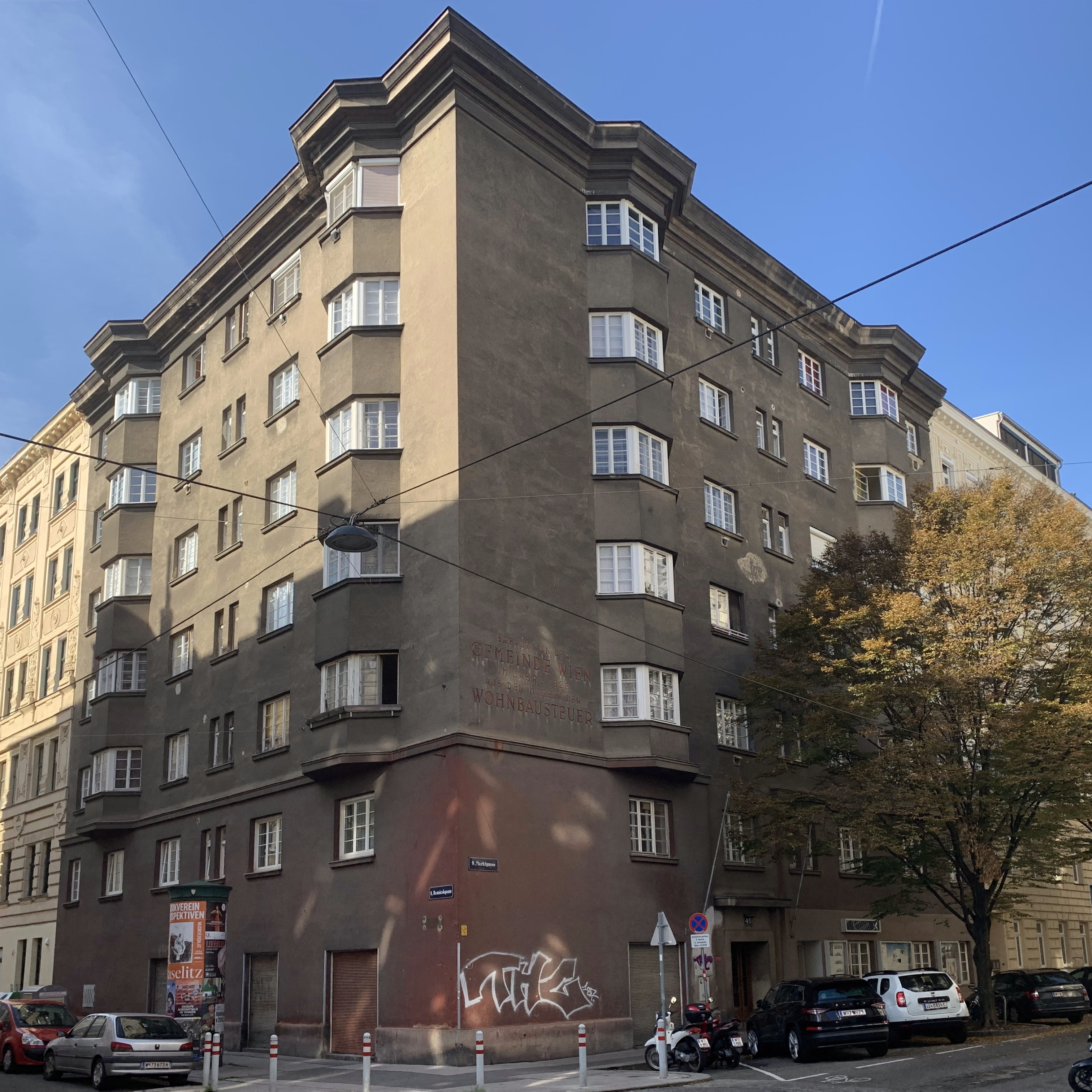
Eckhaus Marktgasse 45 / Reznicekgasse 5, ehemals Wagnergasse (2022)

Der genaue Zeitpunkt der Rückkehr Grüns nach Wien ist nicht bekannt. Ein Beweggrund war die Absicht, „ihren Lungenspitzenkatarrh in einer Heilstätte loszuwerden.“ Für die Jahre 1932 bis 1940 ist als Wohnort die Gemeindebauwohnung in der Marktgasse 45 im 9. Wiener Gemeindebezirk angegeben. Im Mai 1932 wurde sie bei einem Talentwettbewerb des Kabaretts Simpl, an dem 50 Nachwuchskünstler teilnahmen, von einer Jury unter der Leitung von Hans Nüchtern als Zweitbeste ausgezeichnet. Für die Kritik war Lili Grün „eine Art weiblicher Joachim Ringelnatz“.
In Wien verarbeitete sie ihre Erlebnisse rund um Die Brücke in dem Roman Herz über Bord. Er erschien im März 1933 beim Paul Zsolnay Verlag und wurde zum Beispiel im Neuen Wiener Tagblatt als „ein sehr beachtenswerter Beitrag zur Zeitgeschichte der jungen Generation“ gewürdigt. Im selben Jahr wurde Grün für den Julius-Reich-Dichter-Preis vorgeschlagen.
Für eine Erzählung mit dem Titel Anni hat Unrecht fand Grün im Anschluss keine Möglichkeit der Publikation, konnte aber beim Zsolnay Verlag eine Vorschusszahlung auf ein Exposé zum Roman Loni in der Kleinstadt erreichen. Im Oktober 1933 verließ sie Wien wieder. Anke Heimberg erklärt den Wegzug mit der sich wandelnden politischen Situation in Österreich. Die Regierung in Wien sah zunehmend das faschistische Italien als Vorbild an. Mit ihrem Lebensgefährten Ernst Spitz reiste Grün über Prag (1933/1934) nach Paris (1934/1935).
In der französischen Hauptstadt verschlechterte sich ihre gesundheitliche und wirtschaftliche Situation. Die Vorschusszahlung war bald aufgebraucht; die Tantiemen von Herz über Bord reichten nicht aus. Im November 1934 verkaufte sie den geschützten Titel ihres Debütromans an den Berliner Allegro Theaterverlag, damit dieser eine Operette von Eduard Künneke „Herz über Bord“ nennen konnte. Das Geld konnte Grüns Notlage nicht lindern: Es erreichte sie erst im Juni 1935, als sie wieder in Wien lebte, wohin sie Anfang 1935 schwerkrank zurückgekehrt war und offenbar erneut die Wohnung in der Marktgasse 45 bezogen hatte.
Der Zsolnay Verlag führte eine Spendenaktion durch, um ihr im Frühjahr 1935 einen mehrwöchigen Kuraufenthalt in Meran zu finanzieren. Der Roman Loni in der Kleinstadt erschien schließlich ab dem 7. August 1935 im Wiener Tag als Fortsetzungsroman und im Oktober als Buch in der Bibliothek zeitgenössischer Werke, einer Züricher Niederlassung des Zsolnay Verlages. Der letzte Roman Junge Bürokraft übernimmt auch andere Arbeit wurde 1936/1937 in Fortsetzungen im Wiener Tag veröffentlicht. Eine Publikation in Buchform erfolgte erst im Jahr 2016 im AvivA Verlag.

### Verfolgung und Tod
Nach dem „Anschluss“ Österreichs an das Deutsche Reich im März 1938 und der damit verbundenen Verfolgung und Entrechtung der österreichischen Juden war es der Jüdin Lili Grün nicht mehr möglich, als Schriftstellerin tätig zu sein. Eine Emigration ins Ausland blieb ihr wegen ihres schlechten Gesundheitszustandes und fehlender Geldmittel verwehrt. Die „Verordnung zur Einführung des Gesetzes über Mietverhältnisse mit Juden in der Ostmark“ vom 10. Mai 1939 ermöglichte es Wohnungseigentümern, jüdischen Mietern jederzeit fristlos zu kündigen. Auch Grün wurde mehrmals zwangsumgesiedelt und lebte zuletzt in einer „Sammelwohnung“ in der Neutorgasse 9 im 1. Bezirk.
Am 27. Mai 1942 wurde sie mit 980 anderen im Transport Nr. 23 aus Wien nach Minsk deportiert und noch am Tag ihrer Ankunft, dem 1. Juni 1942, im Vernichtungslager Maly Trostinez ermordet. Mit ihr fand die österreichische Lyrikerin und Erzählerin Alma Johanna Koenig den Tod. Die beiden Schriftstellerinnen wurden in einem Massengrab verscharrt. Vermutlich wurden fast alle Deportierten von einem etwa 80 Personen umfassenden Sonderkommando der Waffen-SS erschossen. In Maly Trostinez, dem damals größten Vernichtungslager auf dem Gebiet der besetzten Sowjetunion, kamen seit Anfang Juni 1942 auch drei „Gaswagen“ zum Einsatz.

## Literarisches Schaffen

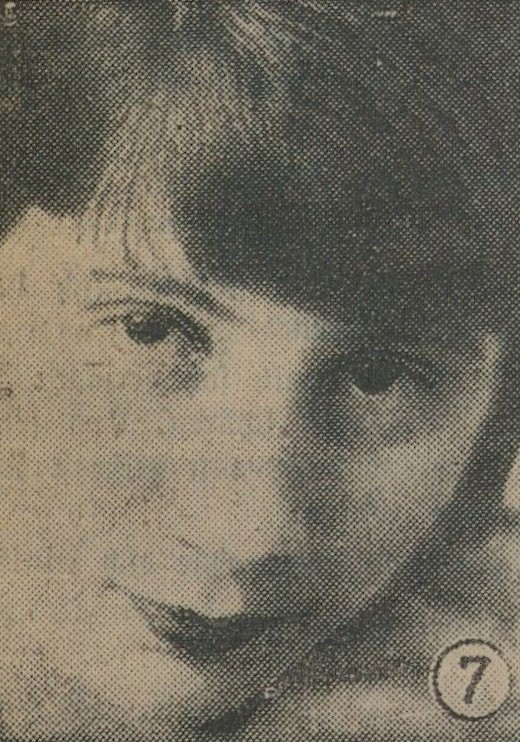
„Lili Grün, die jugendliche Verfasserin des soeben erschienenen Romans ‘Herz über Bord’“ (Der Wiener Tag, 5. April 1933)

### Herz über Bord (1933)

#### Entstehung
Grüns Debütroman Herz über Bord erschien am 16. März 1933 im Paul Zsolnay Verlag in einer Auflage von 3000 Exemplaren. Der Schriftsteller Robert Neumann hatte die Autorin an den Verlag vermittelt. Darin verarbeitete sie ihre Erfahrungen, die sie 1931 als Mitglied des literarisch-politischen Kabaretts Die Brücke in Berlin gesammelt hatte. Im Roman heißt das Kabarettkollektiv Jazz. Darauf bezieht sich der Titel der vom AvivA Verlag 2009 unter der Leitung von Anke Heimberg neu herausgebrachten Ausgabe Alles ist Jazz. Der Verlag begründete die Abweichung von dem ursprünglichen Romantitel mit dem Titelschutz.

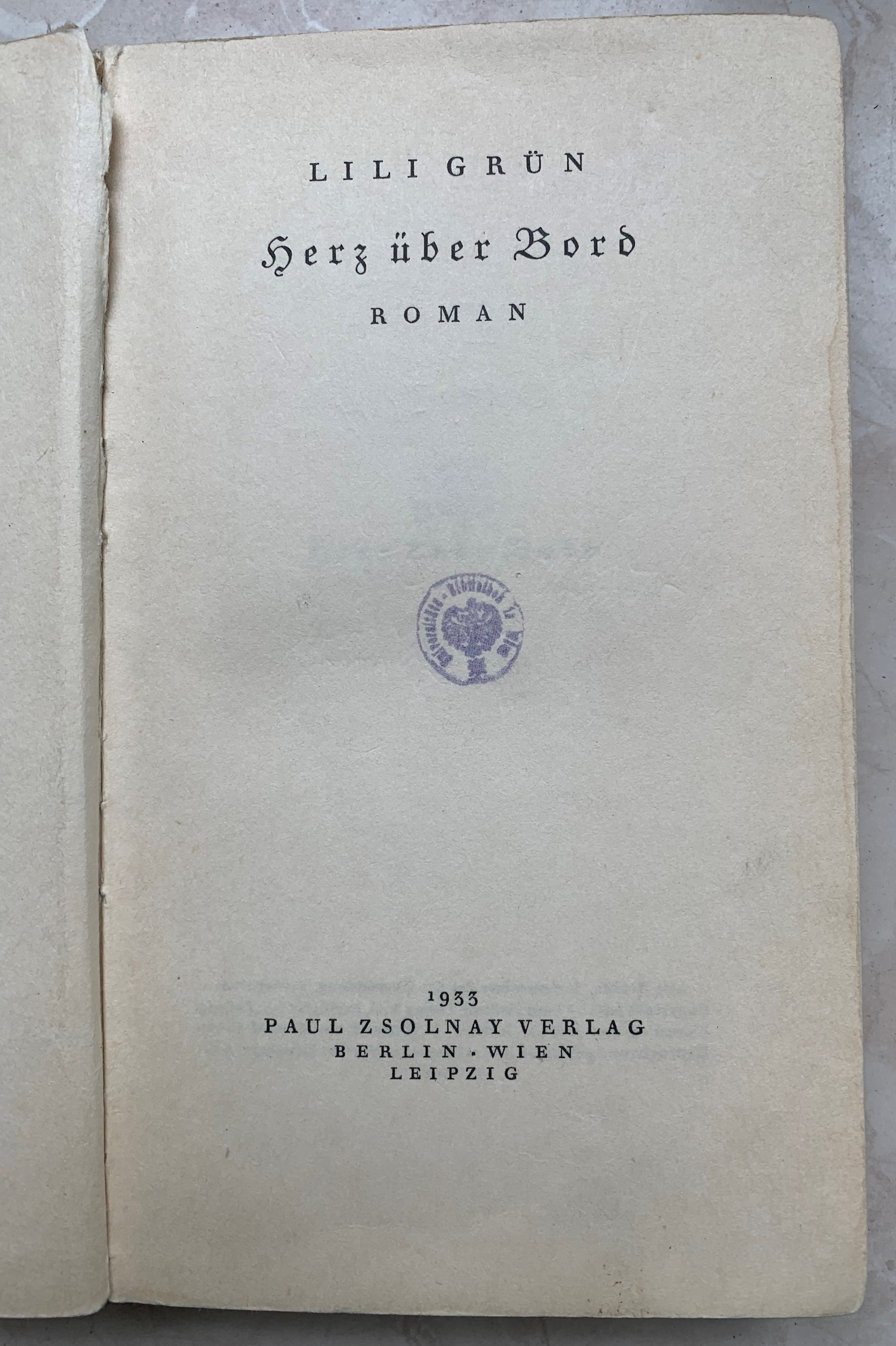
Herz über Bord, Titelseite von 1933

#### Inhalt
Der Roman handelt von der angehenden Schauspielerin Elli. Die Protagonistin ist von Wien nach Berlin übergesiedelt, um dort als Schauspielerin tätig zu werden. Sie ist unsterblich in den Jura-Studenten Robert verliebt, der ihre Theaterbegeisterung nicht teilt. Seit dem Tod der Mutter fühlt sich Elli, deren Leben von Armut geprägt ist, einsam. Erste Freundschaften waren enttäuschend verlaufen. Elli setzt daher alle Hoffnungen in Robert und ihre Zukunft in Berlin. Als ein Bekannter, Hullo, Pläne für die Gründung eines Kabaretts schmiedet, ist sie begeistert. Gemeinsam mit anderen Schauspielern gründen sie ein Kollektiv namens Jazz und stürzen sich in die Vorbereitungen, darunter die Schauspielerin Hedwig. Zwischen Robert und Elli kommt es zum Streit: Er hält das Theaterspielen für Zeitverschwendung. Nach langer Vorbereitung feiert das Kabarett Premiere – mit großem Erfolg. Sogleich beginnt die Gruppe, an einem weiteren Programm zu arbeiten. Im Gespräch mit Hedwig gesteht Elli, dass Robert nicht zu ihr passe, sie aber die Einsamkeit nicht ertragen könne. Beide sind sich einig, dass es die richtigen Männer nur im Traum gebe. Mitten in den Vorbereitungen für das nächste Programm muss Hedwig ins Krankenhaus. Elli soll ihr beistehen und trifft sie schwer erkrankt an. Die Premiere muss ohne Hedwig stattfinden, die wenig später stirbt. Zu den Aufführungen kommen immer weniger Zuschauer. Hullo arrangiert für Elli ein Vorstellungsgespräch bei einem Dramaturgen am Theater, der arrogant auftritt und vorgibt, nichts für sie tun zu können. Dann vermittelt Hullo Elli ein Engagement in der Sternenbar, einem Treffpunkt für Transvestiten. Sie verdient dort zwar Geld, fühlt sich jedoch unwohl. Andere Bewerbungen bleiben erfolglos. Robert gesteht Elli, dass er sie betrogen hat. Nach einer Kabarett-Vorstellung sieht sich Elli mit einem zudringlichen Gast konfrontiert. Letztlich muss das Kabarett schließen. Elli fühlt sich verlassen und geht eine Beziehung mit Hullo ein, dem sie offenbart, nicht mehr leben zu wollen. Ein fürsorglicher Brief einer Wiener Freundin und die Erinnerung an vergangene Erfolge geben ihr neue Zuversicht. Unerwartet bekommt sie für die Sommermonate ein Engagement an einem Theater, so dass Elli schließlich hoffnungsfroh in die Zukunft blickt.

#### Rezensionen
Der Roman erhielt mehrere positive Kritiken. Hanns Margulies besprach im Wiener Tag vom 27. März 1933 gleich drei „Bekenntnisbücher junger Frauen“, die er in die Nachfolge von Irmgard Keuns Roman Gilgi – eine von uns stellte. Dabei betonte er die Professionalität von Lili Grün:

„[Sie] stellt sich gar nicht wie eine Anfängerin vor, so viel Sicherheit, so viel Geschlossenheit, so viel Sachlichkeit bringt sie mit. […] Hier schreibt ein junger Mensch von Liebe und Ehrgeiz und Lebenshunger und Sehnsucht, schüttet sein Herz aus, seine Not, seine Angst vor der Unerfüllbarkeit, aber dieser junge Mensch überschreitet nirgends die Grenze zwischen Gefühl und Sentimentalität, zwischen echtem Erlebnis und Kitsch. Dieser Roman ist prachtvoll, gerade weil er jede Überschwänglichkeit vermeidet, weil er nichts vortäuschen will, weil er rein und wahr ist. […] Lili Grüns erster Roman gehört zu den wirklich liebenswerten und lesenswerten Büchern unserer Zeit.“

Emanuel Häußler, der Grün bei einem Interview kennengelernt hatte, zog am 26. April 1933 im Neuen Wiener Tagblatt Parallelen zwischen der Autorin und ihrer Hauptfigur:

„Das Buch ist ohne Zweifel ein sehr beachtenswerter Beitrag zur Zeitgeschichte der jungen Generation, von einer Mitkämpferin im großen Heer der Hoffenden und Namenlosen geschrieben, die das Fegefeuer des Anfangs gründlich durchkosten mußte. Die Palette der jungen Schriftstellerin hat ungewöhnlich zärtliche und subtile Farben, die Autorin versteht, zu erleben, aber auch zu beobachten und zu analysieren. Diese kleine Elli, die wie ein windgewehtes Blatt durch die Freuden, Enttäuschungen, bitterbösen Traurigkeiten und himmelstürmenden Hoffnungsträume des Buches flattert, ist ihr Spiegelbild.“

Ähnlich urteilte der österreichische Schriftsteller und Publizist Robert Neumann am 7. Juli 1933 in der Neuen Freien Presse: Die „dokumentarische, literarische Qualität dieses Erstlingsbuches eines vom Leben verprügelten kleinen Mädels ist über jeden Zweifel erhaben. […] Und ich stehe, da es sich nun einmal um ‚Dokumentenliteratur‘ handelt, nicht an, zu verraten, daß das Schicksal der Heldin da durchaus dem der Autorin nachgebildet ist. […] Um diese Lili Grün ist mir nicht bange. Sie wird ihren Weg machen.“ Der Zsolnay Verlag schlug im März 1933 zwei Romane, neben Herz über Bord den Roman Kati auf der Brücke von Hilde Spiel, für den Julius-Reich-Preis vor, den Letztere erhielt. Noch im selben Jahr erschien Grüns Roman im Dante Verlag in ungarischer Übersetzung. Eine italienische Übersetzung folgte ein Jahr später im Mailänder Genio Verlag. Bis zur Neuausgabe durch den AvivA Verlag 2009 geriet Grüns Werk in Vergessenheit. Anlässlich der Neuausgabe und angesichts des frühen Todes der Schriftstellerin konstatierte Sabine Rohlf in Die Zeit am 4. November 2010: „Grüns Buch über die unsentimentale Elli und ihre frisch emanzipierte Generation ist nicht der Beginn einer Erfolgsgeschichte, sondern markiert, ganz unbeabsichtigt, einen großen Verlust.“ Hermann Schlösser bestätigte 2011 die literarische Könnerschaft, die Grün mit ihrem Roman bewiesen habe:

„Lili Grüns Prosa berichtet nicht im unbeteiligten Reporterstil von Krisen und Gefährdungen, sondern taumelt virtuos zwischen Weltschmerz und Euphorie, zwischen Daseinsangst und Lebensmut hin und her. Die Lebenskrisen und gelegentlichen Liebesfreuden der sehr emotionalen Elli […] werden in großer Intensität dargestellt, und das aus gutem künstlerischen Grund: Sie sind ja ein Abbild der beunruhigenden, irritierenden Zeit.“

#### Analysen
Maren Lickhardt hob hervor, dass Herz über Bord „insgesamt als Berlin-Roman gelesen werden [kann]“, weil die zahlreichen konkret benannten Straßen und Schauplätze den Lesern aus Ortskenntnis oder Lektüreerfahrung bekannt gewesen seien. Insbesondere spiele das Romanische Café eine bedeutende Rolle, weil es zur Charakterisierung der Figuren genutzt werde, indem das „Dort-Sein“ über „das In-Sein in der Gesellschaft“ entscheide. Das Rollenverständnis der Protagonistin untersuchte Helga Schreckenberger, die Elli als „Neue Frau“ identifiziert. Der Vergleich mit der in den 1920er Jahren aufkommenden „Girlkultur“ zeige, dass sie zwar dem Schönheitsideal entspreche, aber anders als die „Girls“ nicht darauf aus sei, sich durch Heirat materiell abzusichern, sondern selbstbestimmt zu leben, auch in sexueller Hinsicht: Elli sei “a representative of the ‘New Woman’, who strove to change her position from sexual object to sexual subject and take possession of her own body being an active agent of her sexual desires and power.” (Helga Schreckenberger, deutsch: „eine Vertreterin der ‚Neuen Frau‘, die danach strebte, ihre Position vom sexuellen Objekt zum sexuellen Subjekt zu verändern und ihren eigenen Körper in Besitz zu nehmen, indem sie ihre sexuellen Wünsche und ihre Macht aktiv ausübte.“) Die Autonomie komme auch darin zum Ausdruck, dass sich Elli und ihr Partner für das Scheitern der Beziehung gleichermaßen verantwortlich erklären und sie nach Niederlagen optimistisch in die Zukunft blicken kann. Das Werk stehe in der Tradition der Jazzromane der 1920er Jahre, denen Grün jedoch durch die weibliche Erzählperspektive eine neue Dimension hinzugefügt habe: “But instead of the loose women or high society ladies that make up the female protagonists of the male-authored novels, Grün’s protagonists are ambitious, hard-working young women, who aim to take charge of their own lives, particularly their love-lives.” (Helga Schreckenberger, deutsch: „Aber anstelle der leichten Mädchen oder der Damen der High Society, die die weiblichen Protagonisten in den von Männern verfassten Romanen verkörpern, sind Grüns Protagonisten ehrgeizige, hart arbeitende junge Frauen, die ihr Leben selbst in die Hand nehmen wollen, insbesondere ihr Liebesleben.“)

### Loni in der Kleinstadt (1935)

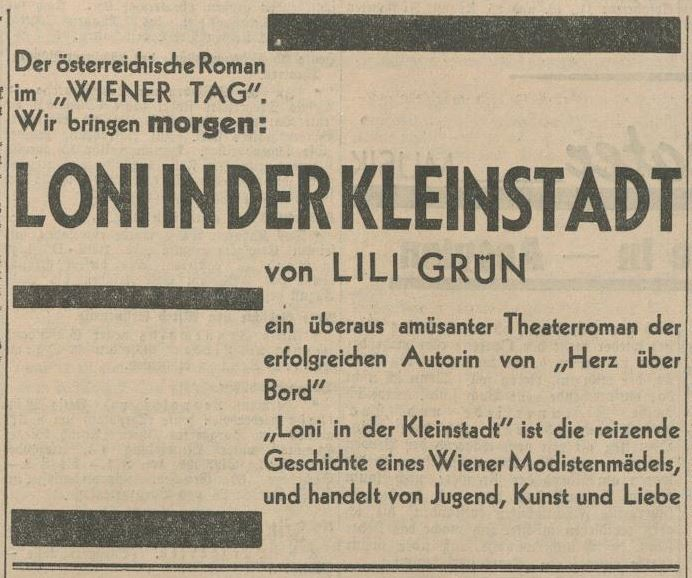
Ankündigung von Loni in der Kleinstadt im Wiener Tag vom 6. August 1935

#### Entstehung
Neumann regte Grün 1933 dazu an, einen Roman zu schreiben, der das Leben und Arbeiten an einem Provinztheater schildert. Für ein Exposé zu diesem Projekt erhielt Grün eine Vorschusszahlung, die es ihr ermöglichte, Wien im Oktober jenes Jahres zu verlassen und mit ihrem Lebensgefährten Ernst Spitz nach Prag und Paris überzusiedeln. Im November 1934 schrieb Grün an den Zsolnay Verlag: „Mir geht es gesundheitlich noch nicht sehr gut, ich habe noch immer erhöhte Temperatur, huste wie ein altes Pferd und bin heiser wie ein Gewohnheitstrinker.“ Ihre wirtschaftlich und gesundheitlich schwierige Situation beeinträchtigte die Arbeit am Roman erheblich. Weiter schrieb Grün: „in Wahrheit sind es wirklich nur Wochen, die mich von der Vollendung meiner Arbeit trennen“. Fertigstellen könnte sie ihn aber erst im Frühjahr 1935, nach ihrer Rückkehr nach Wien und einem Kuraufenthalt in einem Lungensanatorium in Meran, der durch Spenden finanziert wurde. Die Veröffentlichung erfolgte vom 7. August bis 13. September 1935 im Wiener Tag und am 17. Oktober in einer kleinen Auflage von 2000 Exemplaren in der Bibliothek zeitgenössischer Werke in Zürich. Dort gab der Zsolnay Verlag Bücher jüdischer Autoren heraus, die er offenbar aus Rücksicht auf den deutschen Buchmarkt nicht mehr in sein Wiener Verlagsprogramm aufnehmen wollte. Der Roman ist Ernst Spitz gewidmet. Der AvivA Verlag veröffentlichte den Roman 2011 „unter dem zeitgemäßen, aktualisierten Titel Zum Theater!“, weil man der Ansicht war, der Originaltitel könne an ein Jugendbuch erinnern.

#### Inhalt
Die 18-jährige Loni Holl macht eine Ausbildung zur Modistin. Ihr Herz gehört aber dem Theater: Loni tritt als Statistin auf und nimmt Schauspielunterricht. Sie begegnet Peter Spörr, einem mittelmäßigen Regisseur aus der Provinz, der ihr einen Gastspielvertrag in Mährisch-Niedau gibt. Dort angekommen, verführt der Regisseur Loni, die bald erfährt, dass er eine Affäre mit der Diva Eva Hartenstein hatte, die diese beendete. Zu der Enttäuschung, nicht die Einzige für Peter Spörr zu sein, tritt kurz darauf die Erkenntnis, dass das Theater nicht Lonis Erwartungen erfüllt. Peter verhält sich Loni gegenüber widersprüchlich, mal liebevoll, mal taktlos. Obwohl sie Lustspiele geringschätzt, hat Loni schließlich in einer Komödie Erfolg, was ihr zu einer Vertragsverlängerung verhilft. Nun lernt sie das Theaterleben in der Provinz erst richtig kennen: ein sehr breites Repertoire, Eitelkeiten im Ensemble, Gastspiele in der Umgebung, ununterbrochenes Textelernen, häufiges Improvisieren. Zwischen Peter und Loni kommt es wegen seines vertraulichen Gespräches mit Eva Hartenstein zum Bruch, woraufhin Loni auszieht und eine billige Unterkunft sucht. Schließlich findet sie eine Dachkammer, in der sie behelfsmäßig auch ihr Essen zubereitet. Auf einer Wohltätigkeitsveranstaltung hat sie großen Erfolg mit ihren Gedichtvorträgen und kann ihr Einkommen aufbessern. Eva Hartenstein geht mit ihrem angereisten Mann nach München zurück, was Peter Spörr zusetzt. Dieser plant ein letztes Stück am Ende der Spielzeit und gibt Loni die Hauptrolle. Doch der Regisseur erscheint nicht zur Generalprobe: Er hat versucht, sich das Leben zu nehmen. Die Premiere wird dennoch zum Erfolg. Danach finden Peter und Loni wieder zueinander.

#### Rezensionen
Der Prager Literaturkritiker Ludwig Winder urteilte am 10. November 1935 in der Deutschen Zeitung Bohemia, der Roman sei „ebenso klug wie anmutig“. Wie Grün ihre Figuren zeichnet, lobte der Rezensent im Wiener Tag am 6. Dezember 1936 bei der Ankündigung ihres dritten Romans. Grün sei

„eine Dichterin, die Menschen und ihr Milieu mit Liebe sieht und doch mit einer unbefangenen humorvollen Überlegenheit zu schildern weiß, die das Tempo der Zeit nicht daran hindern kann, Aufmerksamkeit und Sympathie für das Schickal kleiner Leute zu wecken, die [sic] in einer unkitschigen Wirklichkeit beobachtet und sie mit sehr viel klugen [sic] und herzlichem Verstehen darstellt.“

Anke Heimberg bestätigt die Einschätzung der zeitgenössischen Kritik und verortet den Roman:

„Tatsächlich gelingt es der Autorin, mit wenigen kraftvollen, umso heiteren Strichen, Welt und Milieu eines kleinen deutschsprachigen Theaters in der tschechischen Provinz Ende der 1920er-/Anfang der 1930er-Jahre mitsamt seinem Ensemble und Repertoire überzeugend und unglaublich lebendig zu skizzieren.“

Irene Bazinger hält das Werk für einen Entwicklungsroman, in dem Loni erst lernen müsse, ihre künstlerischen Ideale mit den Erfordernissen des Theateralltags in der Provinz in Einklang zu bringen. Sie urteilt ähnlich wie die zeitgenössische Kritik: Lili Grün „lässt all ihren sehr unterschiedlich gezeichneten, sinnlich-plastischen Personen Gerechtigkeit zuteilwerden“ und erzähle mit „viel Herz und Humor“. Winder erkannte im Roman den „Stempel des Erlebten“. Wie schon bei Herz über Bord handelt es sich bei Loni in der Kleinstadt um einen Roman, der auf den persönlichen Erfahrungen der Autorin basiert. Dass es eine „Lili in der Kleinstadt“ gegeben hat, ist anzunehmen.

### Junge Bürokraft übernimmt auch andere Arbeit… (1936/2016)

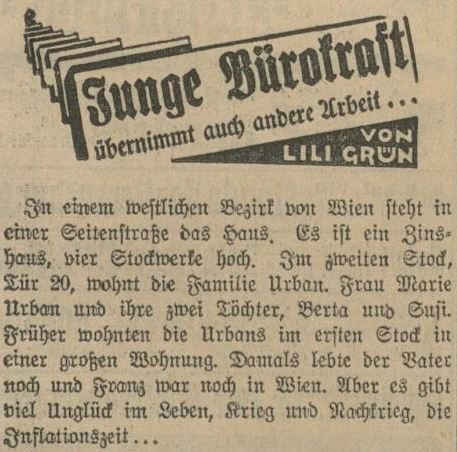
Anfang des Romans im Wiener Tag vom 6. Dezember 1936

#### Entstehung
Aus einem Brief des Zsolnay Verlages an Grün vom 30. November 1935 geht hervor, dass die Autorin für ihr Exposé zu ihrem dritten Roman eine Vorschusszahlung erhielt. Vom 6. Dezember 1936 bis zum 14. Januar 1937 erschien das Werk im Wiener Tag als Fortsetzungsroman. Beim Abdruck der ersten Folge war der Roman gerade erst abgeschlossen. Eine Publikation in Buchform erfolgte zunächst nicht. Die Bibliothek zeitgenössischer Werke, der Züricher Verlag von Grüns zweitem Roman, hatte schon seit 1935 nichts mehr herausgegeben und wurde 1940 aufgelöst. Der Roman wurde erst 80 Jahre nach seiner Entstehung im Berliner AvivA Verlag als Buch veröffentlicht.

#### Inhalt
Als jüngstes Kind der Familie Urban lebt Susi mit ihrer Mutter und ihrer Schwester Berta in Wien. Der Vater ist im Krieg gefallen. Der Bruder Franz, in den die Familie einst große Hoffnungen gesetzt hatte, war ebenfalls im Krieg, wird danach straffällig und findet nicht in eine gesicherte Existenz zurück. Mit ihrer überheblichen Schwester gerät Susi oft in Streit. Diesen Konflikten steht die Mutter hilflos gegenüber. Nachdem Franz das Geschäft des Vaters verkauft hat, geht Susi einer ungeliebten Arbeit in dem Knopfgeschäft des Onkels nach. Die Sechzehnjährige führt ein einsames Dasein, bis sie mit ihrer Freundin Mitzi eine Tanzschule besucht und beginnt, für den Klavierspieler Karl zu schwärmen. Bei einem späteren Rendez-vous wird Susi schwer enttäuscht: Karl entpuppt sich als ein verheirateter Mann auf der Suche nach einem Abenteuer. Aus Ärger über die schlechte Behandlung und Bezahlung im Knopfgeschäft kündigt Susi unversehens, erhält eine Anstellung als Bürokraft bei Rechtsanwalt Dr. Müller, ist aber den Anforderungen dort nicht gewachsen. An Silvester 1923 lernt sie Egon kennen, einen Jura-Studenten, mit dem sie viel Zeit verbringt. Als dieser auf seiner Geburtstagsfeier in weinseliger Stimmung Mitzi küsst, fühlt sich Susi betrogen und muss hinnehmen, dass sich Egon von ihr trennt. Der mit ihrer Arbeit immer unzufriedener werdende Dr. Müller entlässt Susi, die mit ihrer Mutter nun auf Arbeitslosenunterstützung angewiesen ist. Aus Frankreich erhält Frau Urban eine Nachricht ihres verarmten Sohnes, für dessen Unterstützung sie Susi anweist, Familienschmuck zu verkaufen. Als Berta das Fehlen der Schmuck- und Erbstücke bemerkt, kommt es zwischen ihr und Susi zu einer heftigen Auseinandersetzung, die der kranken Mutter so zusetzt, dass sie kurz darauf stirbt. Danach taucht Franz auf, der, antriebs- und zügellos geworden, Susis Mantel zu Geld macht. Die drei Geschwister geraten immer heftiger aneinander. Susi nähert sich wieder Mitzi an, die ihr hilft, eine neue Stelle zu finden. Auf die blendende Annonce „Junge Bürokraft übernimmt auch andere Arbeit“ hin erhält sie eine Anstellung als Hausmädchen, die Kost und Logis einschließt, und beginnt, von einem bescheidenen Glück zu träumen.

#### Rezensionen
Die Ankündigung des Romans vom 6. Dezember 1936 im Wiener Tag rückt die lebendige Figurenzeichnung und das treffende Lokalkolorit in den Mittelpunkt:

„Es ist ein Wiener Roman und ein kleines Mädchen, das tapfer mit dem Leben herumrauft, seine Heldin. Mittem [sic] aus der Wirklichkeit heraus greift Lili Grün das Schicksal dieser ‚Bürokraft‘ und um sie wird die Stadt in ihrer unmittelbaren Gegenwart mit vielen Menschen, die wir kennen, lebendig hingestellt, vertraut und doch von einer jungen, selbst in dieser Zeit verwurzelten Dichterin wie neu gesehen. Ein ganzer Stadtteil steht in echter Wiener Luft vor dem Leser da, und aus hundert kleinen Beobachtungen setzt sich ein liebevolles Lebensbild von heute zusammen.“

In seiner Rezension vom 6. Juni 2017 zur Buchausgabe des Romans lenkt Rolf Löchel den Blick auf die auktoriale Erzählinstanz, die den Werdegang Susi Urbans bis zu ihrem 19. Lebensjahr schildert:

„vor allem aber kennt sie sich in Susis Seelenleben bestens aus. Nur selten einmal mischt sie sich kommentierend in das Geschehen ein und erklärt etwa, dass die Opfer, die man für andere erbringt, ihnen nie so viel bedeuten wie einem selbst. Ansonsten beschränkt sie sich darauf, so unprätentiös zu erzählen wie das Susi selbst wohl auch nicht anders tun würde; einerseits etwas naiv, andererseits leicht melancholisch und doch – oder vielleicht gerade darum – oft genug humoristisch entlarvend.“

Löchel sieht in der Erzähltechnik Ähnlichkeiten zu den ersten Romanen Irmgard Keuns, auch wenn die Figurenzeichnung eine andere sei. Der Rezensent nimmt an, dass Grün Keuns Roman Das kunstseidene Mädchen „gelesen und geschätzt haben wird“. Die früh gestorbenen Eltern sowie der straffällig gewordene Bruder bilden Parallelen zwischen der Romanfigur Susi und ihrer Schöpferin. Dies weist darauf hin, dass Grüns dritter Roman ebenfalls autobiografisch geprägt ist. Inwieweit dies das belastete Verhältnis zur älteren Schwester einschließt, bleibt unbekannt.

#### Analysen
Dieter Wrobel empfahl den Roman als Lektüre für den Deutschunterricht. Er nennt den Text einen historischen Adoleszenzroman und exemplarischen Roman der Neuen Sachlichkeit, der eine Inter-Generationen-Perspektive (Susi vs. Mutter) und eine Intra-Generationen-Perspektive (Susi vs. Mitzi) beinhalte und damit zur Auseinandersetzung verschiedener Lebensentwürfe einlade. Dessen Leistung bestehe besonders „in der differenzierten Verhandlung der Frauenrollen zwischen Modernität und Konservativität“, die auch zwischen den jungen Frauenfiguren stattfinde und einen kritischen Blick auf den Typus der Neuen Frau ermögliche. Darüber hinaus eigne sich der Roman für Vergleiche mit weiteren Erzählungen der Neuen Sachlichkeit. Werke von Irmgard Keun, Marieluise Fleißer, Vicki Baum, Christa Anita Brück und Rudolf Braune könnten zu Grüns Roman in Beziehung gesetzt werden, etwa im Hinblick auf weibliche und männliche Rollenmuster sowie gesellschaftliche Konventionen und individuelle Wünsche.

### Gedichte und Kurzprosa

#### Chronologie der Veröffentlichungen
Von September 1929 bis Oktober 1937 veröffentlichte Grün insgesamt 30 Gedichte und 21 Feuilletons, kleine lakonische Geschichten, in verschiedenen deutschsprachigen Zeitungen, unter anderem im Tempo, in der Stunde, im Prager Tagblatt und im Wiener Tag, aber auch in Zeitschriften wie Uhu – Das Ullstein Magazin, Simplicissimus und in Die Frechheit, wo Grüns Text Kurzer Zwischenfall in unmittelbarer Nähe zu Egon Erwin Kisch und Roda Roda abgedruckt wurde. Die meisten Gedicht-Publikationen pro Jahr fallen in ihre Berliner Zeit (1930) sowie in die Zeit in Prag (1934), wo Grün in schneller Folge allein 13 Texte im Prager Montagsblatt platzieren konnte. Vermutlich trug Grün einige Gedichte auf der Berliner Kabarettbühne als Couplets vor. Vier Gedichte und acht Kurzzprosatexte wurden zwei Mal veröffentlicht, manche in veränderter Fassung. Diese Zweitverwertungen nahmen in den letzten beiden Jahren ihrer Publikationstätigkeit deutlich zu. Im Jahr 2014 gab Anke Heimberg unter dem Titel Mädchenhimmel! eine Anthologie der „Gedichte und Geschichten“ heraus und ermöglichte erstmals einen Überblick über die literarischen Kleinformen der Schriftstellerin, die „[f]risch, frech, freimütig und selbstironisch“ schreibe.

#### Rezensionen
Martin Doerry merkte bei der Besprechung von Mädchenhimmel! an, es sei unklar, ob Grün eine gute Schriftstellerin gewesen sei, da man ihre Texte wegen ihres Schicksals nicht mehr unbefangen lesen könne. Andere Rezensenten sahen sich in der Lage, das Werk als solches zu beurteilen und es in den Kontext seiner Zeit zu stellen. So konstatierte Georg Renöckl:

„Trotz der emotionalen Kälte und der finanziellen Misere, die sie umgibt, spricht hier keine toughe, abgehärtete Frau, sondern ein Ich, das sich seine Sensibilität nicht nehmen lässt. Genau darin liegt der Reiz dieser Gedichte und Geschichten, die den Beziehungsalltag mit seinen Lieblosigkeiten und Rollenzwängen genauso wie den täglichen Überlebenskampf in der Zwischenkriegszeit mit scharfem Blick und noch schärferem Humor beschreiben, hinter dem bitterer Ernst steht.“

Deniz Yücel erkannte Parallelen zu anderen Literaten der Zwischenkriegszeit und zu schreibenden Frauen der Gegenwart. Grüns Gedichte und Feuilletons seien ein

„Werk der Neuen Sachlichkeit, kühler als Mascha Kaléko, fröhlicher als Marieluise Fleißer, nah an Irmgard Keun und zuweilen – so im hinreißenden ‚Dialog mit Reflexionen‘ – auch an Kurt Tucholsky. Doch sieht man von der fehlenden expliziten Darstellung von Sexualität ab, könnte man Grüns Texte für zeitgenössische halten, die etwa an die taz-Kolumnistinnen Margarete Stokowski oder Franziska Seyboldt erinnern.“

Die Anthologie gewann bei der Vergabe des Buchpreises der unabhängigen deutschsprachigen Verlage 2014 den Melusine-Huss-Preis.

#### Analysen
Die Gedichte und Geschichten Lili Grüns sind Ausdruck der gesellschaftlichen Veränderungen ihrer Zeit. Immer mehr Frauen arbeiteten als Angestellte, übten jedoch in der Regel einfache Tätigkeiten aus, etwa als Verkäuferinnen und Stenotypistinnen. Wegen der geringen Entlohnung und ungesicherten Beschäftigungsverhältnissen war es vielen Frauen nur schwer möglich, wirtschaftlich unabhängig zu werden. Ähnlich ambivalent waren die Lebensentwürfe vieler Frauen, die zwischen Modernität und Freizügigkeit einerseits und konservativen Lebensmodellen des 19. Jahrhunderts andererseits schwankten. Die 1920er Jahre waren eine Zeit, in der sich „der Einzelne in einem Prozess der Neuorientierung wiederfand“ und sich mit einer „Umstrukturierung beinahe aller bisher praktizierten Lebensformen“ (Liane Schüller) konfrontiert sah. Diese Suche nach weiblicher Identität spiegelt sich in den Gedichten der Schriftstellerin:

„in ihren lyrischen Subjekten [werden] viele unterschiedliche weibliche Identitäten erkennbar. Es sind weibliche, facettenreiche Stimmen, die auf das seit der Jahrhundertwende entstehende, vielfältige Rollenspektrum der Frauentypologien von der ‚femme fragile‘, ‚femme enfant‘ und ‚femme fatale‘ bis zur ‚Neuen Frau‘ zurückgreifen: die ‚alte‘ Frau der Jahrhundertwende und die ‚Neue‘ Frau der Neuen Sachlichkeit können hierbei in ein und derselben Figur verschmelzen.“

Im frühen Gedicht Monolog (1929) gestaltet Grün die prekäre wirtschaftliche Situation der Sprecherin: Sie kann die Miete nicht aufbringen, obwohl sie „[d]en ganzen Tag“ (V. 3) auf den Beinen ist und sich um eine Arbeitsstelle bemüht. Ihre Anstrengungen werden durch „einmontierte Ausschnitte eines Stellengesuchs“ illustriert, führen aber nicht zum Erfolg: „Und nichts bleibt, als die Hoffnung auf morgen.“ (V. 12). Grüns zuletzt veröffentlichtes Gedicht, Gespräch vor meinem Spiegelbild (1937), ist dagegen von Aussichtslosigkeit geprägt: „Ach, ich habʼ gelernt zu resignieren, / Liebe, Glauben, Hoffnung zu verlieren.“ (V. 14) Damaris Türk erkennt in diesem Text intertextuelle Bezüge zum Märchen Schneewittchen und zum Bibelvers 1 Kor 13,13  und identifiziert bei Grün „zum einen die Montagetechnik, die in der Neuen Sachlichkeit große Beliebtheit erfährt, zum anderen bringt sie religiöse Verweise in ein profanes, romantische Topoi aufgreifendes Gedicht.“ Der Kontrast zwischen der Realität und einer anderen, märchenhaften Welt ist ein Stilmittel in weiteren Gedichten. In Rezepte fürs Herz (1930) stellt sich die Sprecherin vor, nochmals geboren zu werden, und zwar im Film. Das Leben im Film sei dabei ein Gegenentwurf zum eigenen Leben, in dem der Mann die Frau „einstens treulos verließ“ (V. 12) und das durch den Gegensatz zu den „Wunschphantasien“ besonders „banal und nüchtern“ wirke. In Mädchenhimmel! (1930) stellt Grün den „urbanen Alltag einer weiblichen Büroangestellten [der] Vorstellung von einem eigens für arbeitende Frauen zugänglichen Paradies“ gegenüber, die sich in einem „solidarischen Kollektiv“ verbünden, auch gegen die „Frau vom Chef“ (V. 18). Die Sprecherin schwelgt in einer paradiesischen Vorstellung, die von Luxusgegenständen geprägt ist, ohne aber zu einer Veränderung der Verhältnisse aufzurufen. Ähnliches gelte für das Gedicht Im Zimmer wird es langsam dunkel (1934), in dem wiederum Märchenmotive, hier aus Hänsel und Gretel, mit der Wirklichkeit kontrastiert werden. Dabei richtet sich die Sprecherin an „Ernst“ (V. 20), unzweifelhaft Grüns Lebensgefährte Ernst Spitz, der „die böse, böse Hexe“ (V. 16) umbringen soll. In dem wiederholten Vers „Du bist groß und ich bin klein“ (V. 3, V. 28) werde deutlich: „Das artikulierende Ich bringt sich somit in die Position eines hilfsbedürftigen Kindes, ist tendenziell unemanzipiert und verfolgt ein klassisches Liebeskonzept, in dem der Mann die Frau rettet und beschützt.“ Gegenbeispiele zu dieser Motivgestaltung sind etwa Ein Fräulein erwacht in einer fremden Wohnung (1931) oder Uralte Liebesmelodie (1934).

„Neben der naiven und träumenden Angestellten in Mädchenhimmel! zeigen sich auch die anderen Frauen in den Gedichten von Lili Grün gefangen zwischen widersprüchlichen Vorstellungen wie Idealisierung der Lebenswelt und Veränderungswünschen, Vergangenheitsbezug und Zukunftsszenarien, Selbstständigkeit und Abhängigkeit, neuen Freiheiten und alten Restriktionen.“

## Rezeption
Nach ihrer Ermordung geriet Grün in Vergessenheit. Ihr Name tauchte erst 1976 in der Fachliteratur wieder auf: Die Schriftstellerin und Journalistin Hilde Spiel stellte dabei fest: „In Vernichtungslagern starben unter vielen anderen […] Lili Grün (1907–?), ein rührendes Mädchen, das mit seinem zarten Roman Herz über Bord zum ersten Mal in dem fatalen Jahr 1933 hervortrat. Ihre Lebensgeschichte bliebe im dunkeln, und sie wäre vom Erdboden weggewischt, als hätte es sie nie gegeben, würde ihrer hier nicht Erwähnung getan.“ Grüns Romane waren nicht im Buchhandel erhältlich.
Seit 2009 wird ihr Werk vom AvivA Verlag Berlin veröffentlicht. Anke Heimberg entdeckte zwei Jahre zuvor auf der Suche nach Literatur von Frauen aus den Goldenen Zwanzigern auf einem Flohmarkt Grüns Berliner Kabarett-Roman Herz über Bord. Die Publizistin nahm daraufhin Nachforschungen über die vergessene Schriftstellerin auf. Sie fand zunächst wenig Daten in biographischen Literaturlexika und begab sich selbst auf Spurensuche. In allen vier vom AvivA Verlag herausgegebenen Büchern findet sich ein ausführliches Nachwort, in dem sie das Leben und Werk von Grün darstellt.

### Kunst
Im Jahr 2016 veröffentlichte Thomas Fatzinek die Graphic Novel mit dem Titel Schwere Zeiten – Das Leben der Lili Grün. Darin illustriert der Zeichner alle bedeutenden Lebensstationen der Autorin, ergänzt um Angaben zu den politischen Entwicklungen in Deutschland und Österreich, die für Lili Grün und ihren Partner Ernst Spitz zunehmend lebensbedrohlich wurden. Fatzinek vermischt dabei mehrmals den rekonstruierten Lebensweg Grüns mit Handlungen aus ihren Romanen, etwa die Bekanntschaft mit Hullo, der Name des Kabaretts Jazz und die Tätigkeit in der „Sternenbar“ (aus Herz über Bord) oder die Beziehung mit einem Jura-Studenten und die Freundschaft mit Mitzi (aus Junge Bürokraft übernimmt auch andere Arbeit…).
Das Theater Forum Schwechat brachte 2018 „Ich bin so scharf auf Seele“ – Das Leben der Lili Grün zur Aufführung. In der als „[h]istorisches musikalisch-kabarettistisches Stück“ bezeichneten Inszenierung gestaltete der Autor und Regisseur Marius Schiener Stationen im Leben Grüns anhand ihrer literarischen Texte. Die erste, heitere Hälfte zeigte auch das Berliner Kabarettleben; der zweite, düstere Teil thematisierte Grüns Krankheit, ihre Verfolgung und ihre Deportation. Die Intendantin und künstlerische Leiterin Manuela Seidl gab das Stück in Auftrag und spielte auch die Titelrolle, begleitet von Johannes Kemetter, der verschiedene Figuren verkörperte.
Anlässlich des Festjahres „1700 Jahre Jüdisches Leben in Deutschland“ (2021/2022) vertonte das Dresdner Ensemble YOUKALI mehrere Gedichte Grüns und entwickelte daraus das Programm „Halte dich an Wunder – Großstadtlieder in Szene“, das um Texte von Mascha Kaléko ergänzt wurde. Das Quartett (Piano, Cello, Klarinette, Gesang) besteht seit 2015 und mischt klassische Musik mit Elementen aus dem Jazz, Tango, Pop und Klezmer. Interpretiert werden unter anderem die Texte Einzelhaftpsychose, Der Schuft, Schüchterner Flirt mit dem vermummten Herrn und Gespräch vor meinem Spiegelbild.

### Gedenken
Im 2. Wiener Gemeindebezirk wird an Grün erinnert: Seit 2007 mahnt ein Stein der Erinnerung in der Heinestraße 4 an die Autorin. An der Kreuzung von Castellezgasse und Klanggasse wurde am 14. Mai 2009 mit einem Festakt der Lili-Grün-Platz eingeweiht. Die Bezirksvertretung unterstützte im Herbst 2008 – die Freiheitlichen darin stimmten dagegen – die Initiative der Buchhändler Andrea und Kurt Lhotzky.
Im Berliner Stadtbezirk Marzahn-Hellersdorf wurde am 30. August 2017 ein Lili-Grün-Weg eingeweiht. Der Antrag zur Benennung der Straße in der neuen Siedlung wurde von der SPD-Fraktion in der Bezirksverordnetenversammlung eingebracht und dort befürwortet. Die Interhomes AG als Bauherrin der Siedlung folgte diesem Vorschlag.
Am 11. März 2018 wurde in der Serie Contra – Kabarett und Kleinkunst im Radio Ö1 des Senders ORF von Doris Glaser eine Sendung über Grün ausgestrahlt.

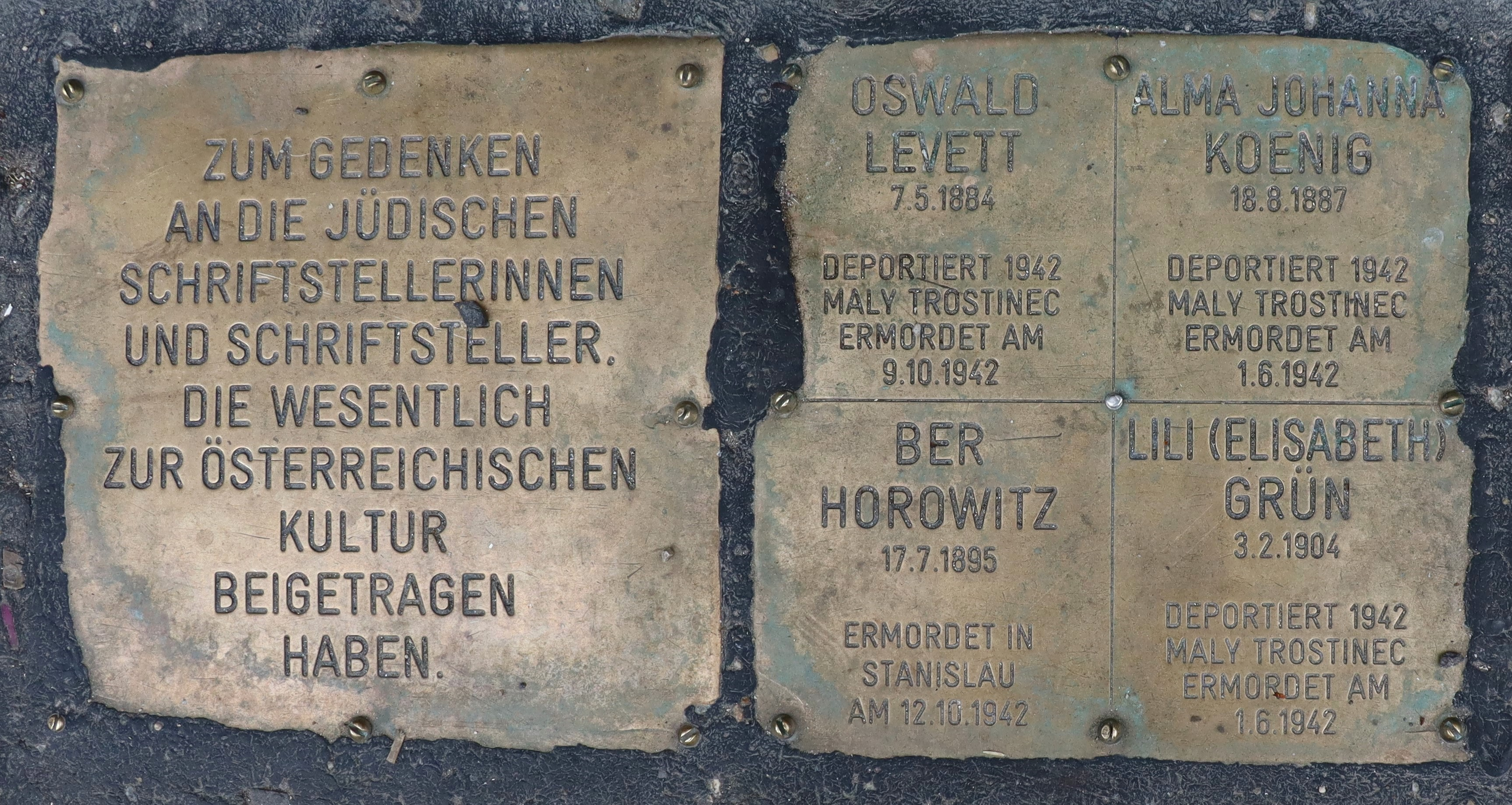
Stein der Erinnerung in Wien-Leopoldstadt, Heinestraße 4 ⊙
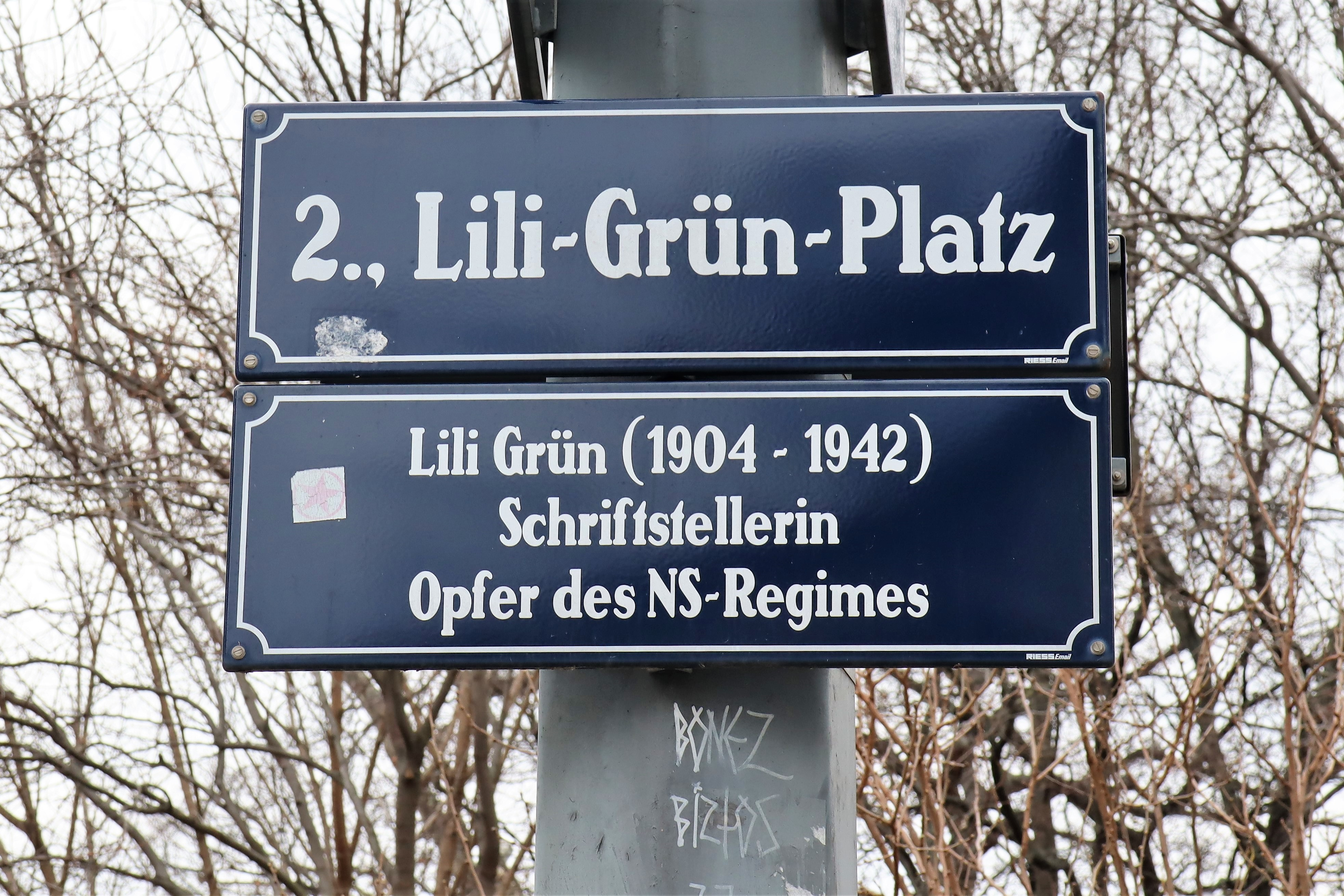
Schild Lili-Grün-Platz in Wien-Leopoldstadt ⊙
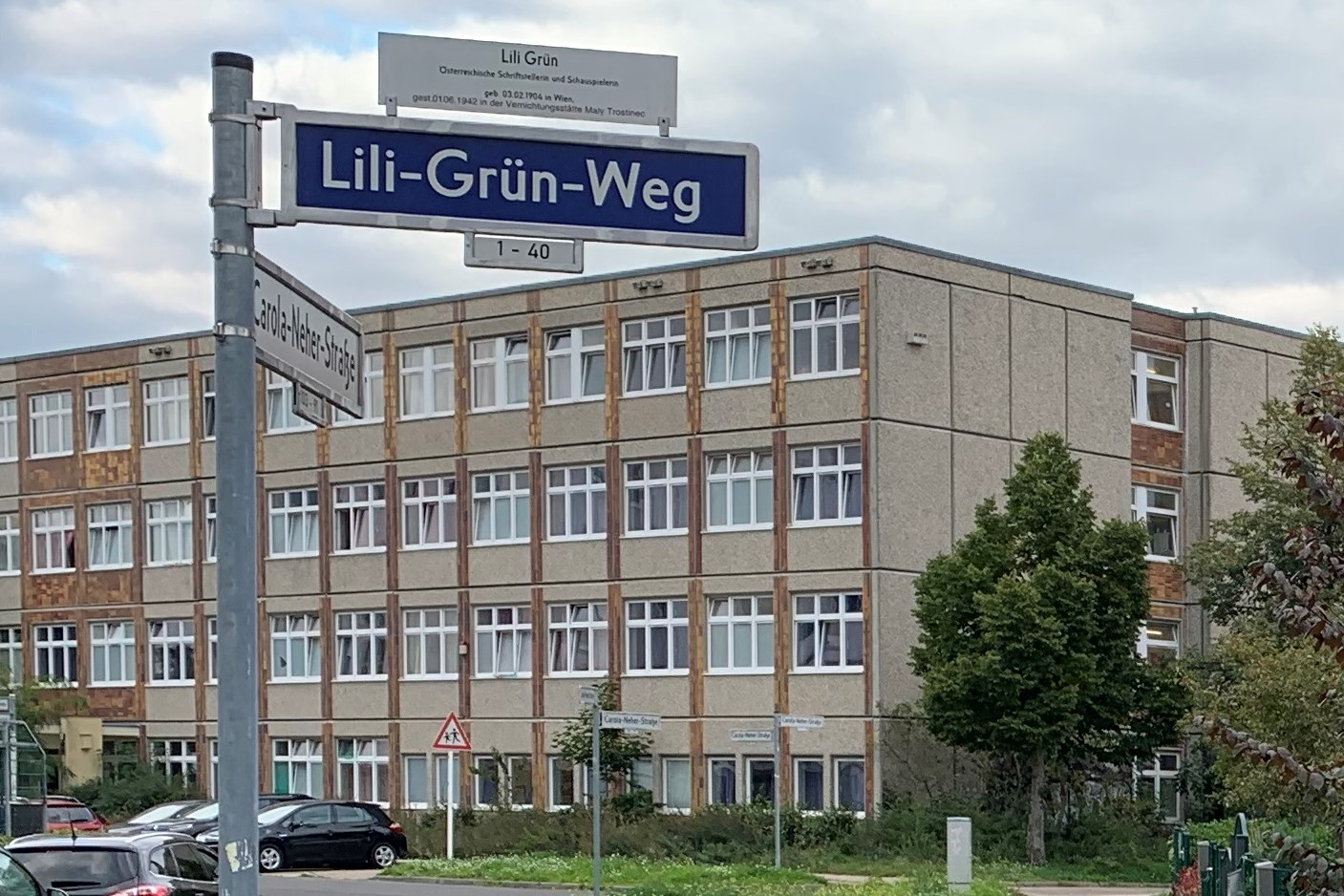
Schild Lili-Grün-Weg in Berlin-Hellersdorf ⊙

## Werke
- Herz über Bord. Roman. Paul Zsolnay Verlag, Berlin/Wien/Leipzig 1933.
  - Übersetzung ins Ungarische: Egy szív gazdát keres. Übersetzt von Margit Dávid Gáspárné. Dante Könyvkiadó, Budapest 1933.
  - Übersetzung ins Italienische: Povero amore! Übersetzt von Lila Jahn. S.A. Editrice Genio, Mailand 1934.
  - Neuausgabe: Alles ist Jazz. Roman. Herausgegeben und mit einem Nachwort von Anke Heimberg. AvivA Verlag, Berlin 2009, 2. Auflage 2011, 3., überarb. Auflage 2022, ISBN 978-3-949302-12-1. Als Hörbuch: Alles ist Jazz, Sprecherin: Katharina Straßer. Mono Verlag, Wien 2011, ISBN 978-3-902727-87-9.
  - Italienische Neuausgabe: Tutto è jazz. Übersetzt von Enrico Arosio. Keller, Rovereto 2018, ISBN 978-88-99911-31-7.
  - Übersetzung ins Französische: Tout est jazz! Übersetzt von Sylvaine Duclos. Les Éditions du Typhon, Marseille 2024, ISBN 978-2-490501-39-7.
- Loni in der Kleinstadt. Roman. Bibliothek zeitgenössischer Werke, Zürich 1935.
  - Neuausgabe: Zum Theater! Roman. Herausgegeben und mit einem Nachwort von Anke Heimberg. AvivA Verlag, Berlin 2011, ISBN 978-3-932338-47-2.
- Junge Bürokraft übernimmt auch andere Arbeit… Roman. Wien, Zeitungsabdruck im Wiener Tag 1936/37.
  - Erstausgabe: Junge Bürokraft übernimmt auch andere Arbeit… Roman. Herausgegeben und mit einem Nachwort von Anke Heimberg. AvivA Verlag, Berlin 2016, ISBN 978-3-932338-86-1.
- Mädchenhimmel! Gedichte und Geschichten. Gesammelt, herausgegeben, kommentiert und mit einem Nachwort von Anke Heimberg, AvivA Verlag, Berlin 2014, ISBN 978-3-932338-58-8.[84]